# Thomas Clausse
Tommaso Clausse, le cardinal Piémontais, est un cardinal italien né à Casasco au Piémont et décédé le 17 juillet 1390 à Avignon. Il est membre de l'ordre des dominicains.

## Repères biographiques
Thomas Clausse est provincial de son ordre en Lombardie, inquisiteur et confesseur du duc 
 Amedeo di Savoia.
Clausse est créé pseudo-cardinal par le antipape Clément VII lors du consistoire du 30 mai 1382. Il entre à la cour d'Avignon en 1383 et est l'auteur notamment des Sermons.